# カリドン伯爵
カリドン伯爵（カリドンはくしゃく、英: Earl of Caledon）は、アイルランド貴族の爵位。1800年に創設された。分家にチュニスのアレグザンダー伯爵家がある。

## 歴史
ロンドンデリー出身のジェイムズ・アレグザンダー(1730–1802)はインドで財を成したネイボッブ（インド成金）であり、アイルランド庶民院議員を務めたのち1790年6月6日にアイルランド貴族であるティロン県におけるカリドンのカリドン男爵に、1797年11月23日にティロン県におけるカリドンのカリドン子爵に叙され、さらに1800年合同法を支持した褒賞として1800年12月29日にアイルランド貴族であるティロン県におけるカリドン伯爵に叙された。2代伯爵デュ・プレ・アレグザンダー(1777–1839)はアイルランド庶民院議員、アイルランド貴族代表議員、ケープ植民地総督、ティロン統監を歴任した政治家である。3代伯爵ジェイムズ・デュ・プレ・アレグザンダー(1812–1855)と4代伯爵ジェイムズ・アレグザンダー(1846–1898)もアイルランド貴族代表議員を務めた政治家だった。
2023年時点の当主は4代伯爵の曽孫でアーマー統監を務める7代伯爵ニコラス・ジェイムズ・アレグザンダー(1955–)である。

## 現当主の保有爵位

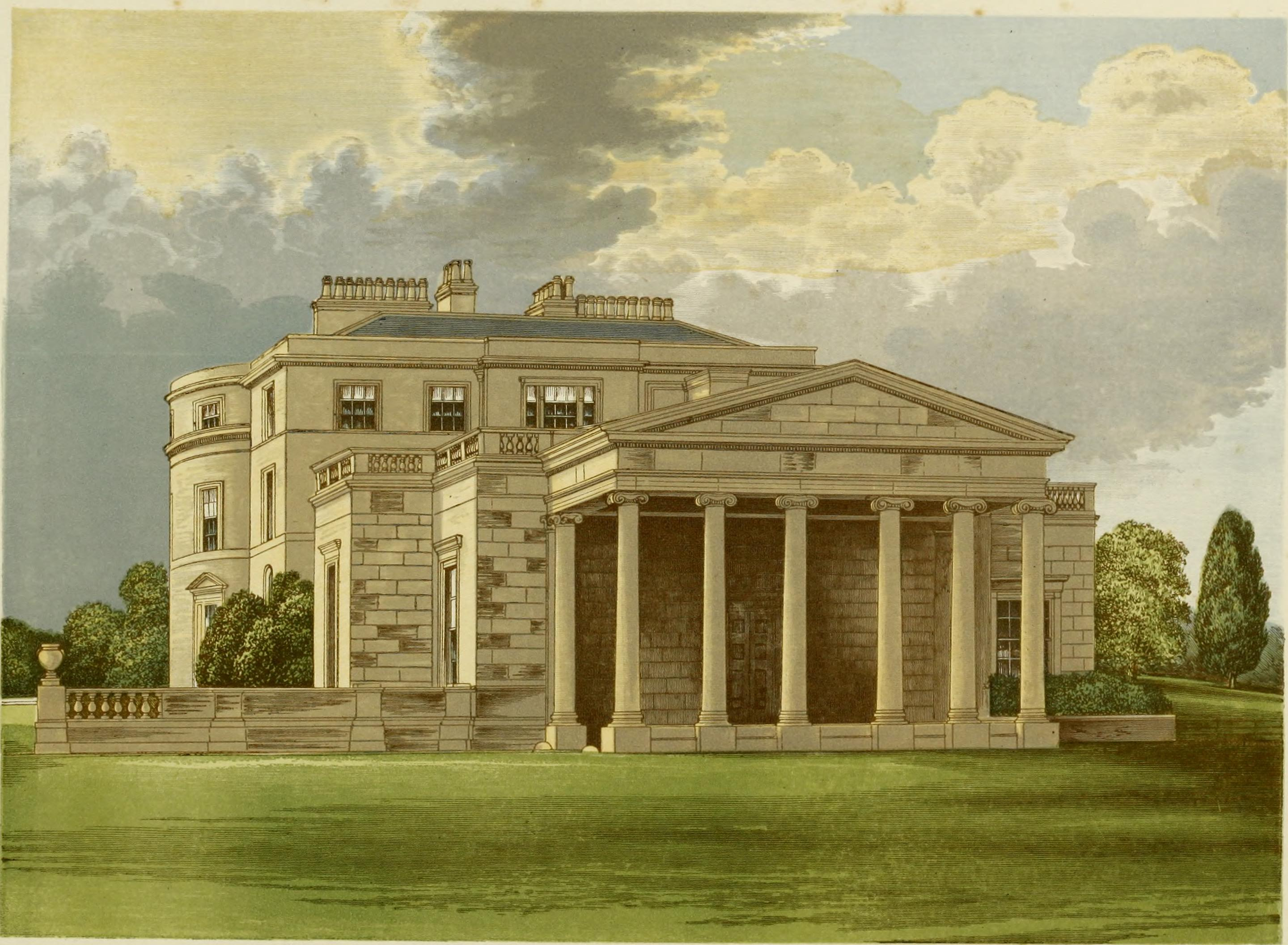
伯爵家の邸宅カリドン城を描いたスケッチ。

現当主の第7代カリドン伯爵ニコラス・アレグザンダーは、以下の爵位を有する。
- 第7代ティロン県におけるカリドン伯爵(7th Earl of Caledon, in the County of Tyrone)
（1800年12月29日の勅許状によるアイルランド貴族爵位）
- 第7代ティロン県カリドンのカリドン子爵(7th Viscount Caledon, of Caledon in the County of Tyrone)
（1797年11月23日の勅許状によるアイルランド貴族爵位）
- 第7代ティロン県カリドンのカリドン男爵(7th Baron Caledon, of Caledon in the County of Tyrone)
（1790年6月6日の勅許状によるアイルランド貴族爵位）

爵位名がすべて「カリドン」であるため、法定推定相続人は家名にちなむアレグザンダー子爵(Viscount Alexander)という儀礼称号を使用する。

## カリドン伯爵（1800年）
- 初代カリドン伯爵ジェイムズ・アレグザンダー（1730年 – 1802年）
- 第2代カリドン伯爵デュ・プレ・アレグザンダー（1777年 – 1839年）
- 第3代カリドン伯爵ジェイムズ・デュ・プレ・アレグザンダー（1812年 – 1855年）
- 第4代カリドン伯爵ジェイムズ・アレグザンダー（1846年 – 1898年）
- 第5代カリドン伯爵エリック・ジェイムズ・デズモンド・アレグザンダー（英語版）（1885年 – 1968年）
- 第6代カリドン伯爵デニス・ジェイムズ・アレグザンダー（1920年 – 1980年）
- 第7代カリドン伯爵ニコラス・ジェイムズ・アレグザンダー（英語版）（1955年 – ）

爵位の法定推定相続人は現当主の息子アレグザンダー子爵フレデリック・ジェイムズ・アレグザンダー（1990年 – ）である。その推定相続人は4代伯爵の三男の息子にあたる第2代チュニスのアレグザンダー伯爵シェーン・ウィリアム・デズモンド・アレグザンダー（1935年 – ）である。